# Aleksandra Sharkayeva
Aleksandra Sharkayeva (russisch Александра Юркевская, Alexandra Jurkewskaja; * 1. Dezember 1998 als Aleksandra Yurkevskaya) ist eine usbekische Leichtathletin, die sich auf den Hochsprung spezialisiert hat und zu Beginn ihrer Karriere auch im Siebenkampf an den Start ging.

## Sportliche Laufbahn
Erste internationale Erfahrungen sammelte Aleksandra Sharkayeva bei den Jugendasienmeisterschaften 2015 in Doha, bei denen sie mit 3875 Punkten die Bronzemedaille gewann. Im Jahr darauf belegte sie bei den Hallenasienmeisterschaften ebendort mit 3375 Punkten im Fünfkampf den sechsten Platz. Bei den Juniorenasienmeisterschaften in der Ho-Chi-Minh-Stadt gewann sie mit 4859 Punkten die Silbermedaille. 2017 nahm sie an den Asienmeisterschaften in Bhubaneswar teil und musste ihren Wettkampf nach dem ersten Tag beenden. Anfang September 2017 belegte sie bei den Asian Indoor & Martial Arts Games in Aşgabat den sechsten Platz. 2018 nahm sie an den Hallenasienmeisterschaften in Teheran teil und gewann dort mit 3858 Punkten die Silbermedaille im Fünfkampf hinter der Iranerin Sepideh Tavakoli. Nach einigen Jahren ohne bekannte Ergebnisse, fokussierte sich Sharkayeva ab 2022 auf den Hochsprung und im Jahr darauf belegte sie bei den Asienmeisterschaften in Bangkok mit 1,75 m den siebten Platz.
2016 wurde Sharkayeva usbekische Meisterin im Hochsprung im Freien sowie 2022 in der Halle.

## Persönliche Bestleistungen
- Hochsprung: 1,88 m, 6. Mai 2022 in Chirchiq
  - Hochsprung (Halle): 1,80 m, 17. Januar 2019 in Chirchiq
- Siebenkampf: 5079 Punkte, 12. Juni 2017 in Taschkent
  - Fünfkampf (Halle): 3858 Punkte, 3. Februar 2018 in Teheran